# Pulstågsmodulering
Pulstågmodulering: modulering av pulståg.
Man skiljer mellan pulsamplitudmodulering (PAM), pulsbreddsmodulering (Pulse Width Modulation, PWM — Pulse Duration Modulation, PDM — av dessa två termer är PWM vanligast), pulslägemodulering (Pulse Position Modulation, PPM) och pulskodmodulering (Pulse Code Modulation, PCM). Den senare karaktäriseras av att förekomsten av puls varieras. Puls och icke-puls bildar då ett binärt mönster enligt en viss kod. Vid överföring av data från satelliter används vanligen PCM. Inom telefontekniken har PCM numera helt tagit över den roll tidigare frekvensdelningsmultiplex (Frequency Division Multiplex, FDM) hade för analoga mångkanalsystem.